# Cerro de las Mesas

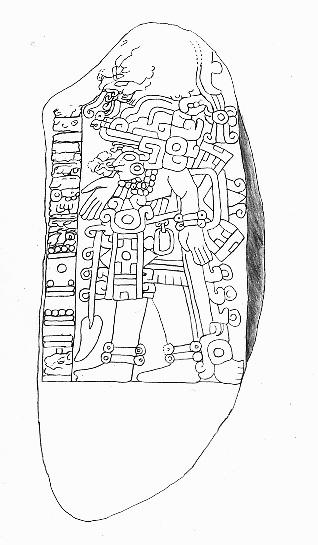
Estela 6 de Cerro de las Mesas. Repare na data em contagem longa 9.1.12.14.10 (Abril de 468 d.C.) em baixo à esquerda. Os glifos acima da data constituem um dos poucos e mais tardios textos epiolmecas conhecidos.

Cerro de las Mesas e outros assentamentos importantes do período clássico.

Cerro de las Mesas é um sítio arqueológico no estado mexicano de Veracruz, na região de Mixtequilla na bacia do rio Papaloapan. Foi um proeminente centro regional entre 600 a.C. e 900 d.C., e capital regional desde talvez 300 d.C. até 600 d.C.
Situado a cerca de 50 km para sul da cidade de Veracruz, Cerro de las Mesas encontra-se na orla ocidental do que foi a área nuclear olmeca. Atingindo o seu auge após o declínio da cultura olmeca, alguns investigadores consideram Cerro de las Mesas, juntamente com sítios similares como La Mojarra e Tres Zapotes, um dos centros da cultura epiolmeca, sucessora dos olmecas e antecessora da cultura clássica de Veracruz do século III.
No sítio foi descoberta uma lagoa feita pelo homem bem como centenas de montículos artificiais, usualmente em grupos, muitas vezes agrupados com um montículo cónico mais comprido. Estes grupos de montículos foram provavelmente construídos durante o período epiolmeca, entre 400 a.C. e 300 d.C. Pertencem também a este período as influências de Teotihuacan no registo arqueológico.
Algum tempo mais tarde, durante o período clássico, foram depositados cerca de 800 objectos de jade (alguns datando do período olmeca) na base de um montículo do grupo central.
Em Cerro de las Mesas foram encontradas numerosas estelas, algumas das quais contêm retratos. Quatro destas estelas—5, 6, 8 e 15—contêm o que provavelmente são exemplares da escrita ístmica..